# Kaj Christiansen
Kaj Frederik Christiansen (født 19. marts 1921 i Vanløse, død 14. januar 2008 i Hyères, Frankrig) var en dansk fodboldspiller og træner.
Han spillede i KFUM, Hørsholm og Roskilde inden han kom til 1.divisionsklubben Frem (1942-48). Herefter rejste han til Frankrig for at spille som professionel. Han spillede for Stade Français (1948-1949), Le Havre AC (1949-1952) og Olympique Lyonnais 1952-54 og Grenoble Foot 38 (1954-55), hvorpå han indstillede sin aktive karriere.
Inden han blev professionel, opnåede han fem kampe for Danmarks fodboldlandshold. Han debuterede i en kamp mod Sverige 20. juni 1943 og scorede to af de danske mål i sejren på 3-2. Hans sidste landskamp blev på udebane mod Finland, hvor han scorede et af målene. Det blev til seks mål for ham i de fem landskampe.
Efter den aktive karriere var han træner, først i Frankrig nogle år, og siden vendte han tilbage til Danmark og trænede Randers Freja, Vorup FB og sin gamle klub, Frem.  Siden vendte han igen tilbage til Frankrig, hvor han levede resten af sit liv.

## Meriter
- Dansk mester: 1943/44 med Frem

Som træner
- Landspokalturneringen: 1967 med Randers Freja